# Hefemale

Hefemale

Hefemale (engelska, ungefär ’hankvinnor’) är ett begrepp som ofta används som skällsord för en, ofta men inte alltid, transsexuell person som har genomgått sådan hormonbehandling som sker inför en könskorrigerande operation för män, och som därför har platta bröst och andra manliga drag, men fortfarande vulva. Dock ej nödvändigtvis livmoder. Begreppet används främst inom porr och har troligen också myntats av porrindustrin. Vissa använder dock begreppet om sig själva. I dessa fall kan begreppet beskriva en könsidentitet eller en person som inte planerar att genomgå underlivsoperation.